# Behniaceae
Classification APG (1998)
Famille
Classification APG II (2003)
Classification APG III (2009)
La famille des Behniacées est une famille de plantes monocotylédones.
Elle comprend une seule espèce Behnia reticulata.
Ce sont des buissons rampants, rhizomateux, originaires d'Afrique du Sud

## Étymologie
Le nom vient du genre Behnia, donné en 1855 par le botaniste danois D. Didrichsen en hommage au zoologiste allemand Wilhelm Friedrich Georg Behn (en), qui l'accompagna en 1845-1847, lors du tour du monde scientifique à bord du navire danois la « Galathea ».

## Classification
Cette famille n'est pas acceptée par la plupart des botanistes.
Cette famille n'existe pas en classification classique de Cronquist (1981).
La classification phylogénétique APG (1998) accepte cette famille et la situe dans l'ordre des Asparagales.
Mais la classification phylogénétique APG II (2003) incorpore cette famille à celle des Agavacées ou Asparagacées.
En classification phylogénétique APG III (2009) cette famille est invalide et cette espèce est incorporée dans la famille Asparagaceae, sous-famille Agavoideae.